# Dyminucja chromatyny
Dyminucja chromatyny – proces eliminacji fragmentów chromatyny (heterochromatyny) i fragmentacji chromosomów w komórkach, głównie presomatycznych. Występuje u niektórych pierwotniaków, bezkręgowców i kilku gatunków ryb. Zjawisko opisane było po raz pierwszy przez Theodora Boveriego w 1887 roku.